# Campionat britànic de trial 1954
La temporada de 1954 del Campionat britànic de trial fou la 5a edició d'aquest campionat, organitzat per l'ACU. El calendari oficial constava de 32 proves puntuables, celebrades entre el 16 de gener i l'11 de desembre.

## Classificació final
| Posició | Pilot          | Motocicleta      | Punts |
| ------- | -------------- | ---------------- | ----- |
| 1       | Jeff Smith     | BSA              | 92    |
| 2       | John Brittain  | Royal Enfield    | 87    |
| 3       | Gordon Jackson | AJS              | 79    |
| 4       | John Giles     | Triumph?         | 72    |
| 5       | Arthur Shutt   | Francis-Barnett? | 68    |
| 6       | John Draper    | BSA              | 55    |
| 7       | Peter Stirland | James            | 50    |
| 8       | W. H. Martin   | James            | 47    |
| 9       | F. Hickman     | ?                | 44    |
| 9       | J. Wicken      | ?                | 44    |
| 11      | Bob Manns      | Matchless        | 43 ½  |